# Gamlebyen
Gamlebyen er et strøg og sogn i Oslo, beliggende i den østlige del af centrum, mellem Ekebergskråningen, Grønland, Galgeberg og Bjørvika. Området blev også kaldt Oslo i den tid byen hed Christiania/Kristiania, og fik nutidens navn da byen overtog navnet Oslo i 1925.
Arkæologiske udgravninger tyder på at der voksede bybebyggelse op i dette område allerede fra 900-tallet. Efter den store bybrand i 1624 blev en ny by anlagt indtil murene på Akershus Festning, og brandtomterne blev ryddet og udlagt til landbrugsområde. I forbindelse med anlæggelsen af Smålensbanen (senere Østfoldbanen) blev der i 1860erne startet arkæologiske udgravninger, som afslørede et betydelig antal ruiner fra middelalderen, blandt andet Hallvardskatedralen, bispeborgen, kongsgården med Mariakirken og Clemetskirken. I øvrigt fandt man resterne af en gade med rester efter byborgernes træhuse og gårde, samt dagliglivets affald.
Gamlebyen har bebyggelse fra 1700-tallet, blandt andet Oslo Ladegård, som er bygget på ruinerne efter bispeborgen, og Saxegården. Hoveddelen af bebyggelsen stammer imidlertid fra byggeboomet i slutningen af 1800-tallet. Dele af udgravningsområderne med middelalderruiner er i 1900-tallet udlagt som parker.

## Historiske mindesmærker
- Oslo Ladegård.
- Bisp Nikolaus kapell. Rum fra bispeborgen; genrejst i 1900-tallet.
- Ruinparken (Minneparken) med ruinerne af St. Hallvardskatedralen. Ved siden af Olavsklosteret og ruinerne af Korskirken.
- Middelalderparken med ruinerne af Mariakirken (kongelig kapel) og Kongsgården. De seneste år har parken været åsted for Øyafestivalen og Oslo Middelalderfestival.
- Oslo Hospital. Etableret 1538 i det tidligere franciskanerkloster (etableret ca. 1290).
- Saxegården.
- Gamlebyen kirke
- Gamlebyen gravlund

59°54′20″N 10°46′06″Ø / 59.9056°N 10.7683°Ø